# Namardé Goungou
Namardé Goungou (auch: Namardi Goungou) ist ein Dorf in der Landgemeinde Namaro in Niger.

## Geographie
Das von einem traditionellen Ortsvorsteher (chef traditionnel) geleitete Dorf liegt auf einer Insel im Fluss Niger. Es befindet sich rund 18 Kilometer südöstlich des Hauptorts Namaro der gleichnamigen Landgemeinde, die zum Departement Kollo in der Region Tillabéri gehört. Zu den Siedlungen in der näheren Umgebung von Namardé Goungou zählen am linken Flussufer Tagabati im Norden sowie am rechten Flussufer Bangou Koirey im Südosten, Yoreïzé Koira im Südwesten und Yonkoto im Nordwesten.
Namardé Goungou ist Teil der Übergangszone zwischen Sahel und Sudan. Die durchschnittliche jährliche Niederschlagshöhe beträgt hier zwischen 400 und 500 mm.
Folgende Vogelarten wurden in den Reisfeldern von Namardé Goungou beobachtet:
- Flussuferläufer (Actitis hypoleucos)
- Blaustirn-Blatthühnchen (Actophilornis africanus)
- Graureiher (Ardea cinerea)
- Mittelreiher (Ardea intermedia)
- Schwarzhalsreiher (Ardea melanocephala)
- Purpurreiher (Ardea purpurea)
- Rallenreiher (Ardeola ralloides)
- Kuhreiher (Bubulcus ibis)
- Kampfläufer (Calidris pugnax)
- Graufischer (Ceryle rudis)
- Rohrweihe (Circus aeruginosus)
- Witwenpfeifgans (Dendrocygna viduata)
- Seidenreiher (Egretta garzetta)
- Rothalsfalke (Falco chicquera)
- Stelzenläufer (Himantopus himantopus)
- Riedscharbe (Microcarbo africanus)
- Rotmilan (Milvus m. migrans/parasitus/aegyptius)
- Sichler (Plegadis falcinellus)
- Pharaonenibis (Threskiornis aethiopicus)
- Bruchwasserläufer (Tringa glareola)
- Grünschenkel (Tringa nebularia)
- Waldwasserläufer (Tringa ochropus)
- Spornkiebitz (Vanellus spinosus)[3]

## Geschichte
Das bewässerungsfeldwirtschaftliche Areal von Namardé Goungou wurde in den Jahren 1982 bis 1984 geschaffen. Die Verwaltung übernahm eine Kooperative. Schlechtes Management führte von 1996 bis 2000 zu deren Zahlungsunfähigkeit. Die Kooperative wurde 2001 mit Mitteln des Europäischen Entwicklungsfonds wiederbelebt. Der staatliche Stromversorger NIGELEC elektrifizierte das Dorf im Jahr 2013.

## Bevölkerung
Bei der Volkszählung 2012 hatte Namardé Goungou 671 Einwohner, die in 90 Haushalten lebten. Bei der Volkszählung 2001 betrug die Einwohnerzahl 485 in 60 Haushalten und bei der Volkszählung 1988 belief sich die Einwohnerzahl auf 679 in 75 Haushalten.

## Wirtschaft und Infrastruktur
Das bewässerungsfeldwirtschaftliche Area von Namardé Goungou erstreckt sich über eine Fläche von 233 Hektar und wird von sechs Dörfern für den Reis- und Gemüseanbau genutzt. In Namardé Goungou werden Rinder für die Milchproduktion gehalten. Es gibt eine Schule im Dorf.